# Benó d'Einsiedeln
Benó d'Einsiedeln o de Metz (Suàbia, final del segle ix - Einsiedeln, Suïssa, 3 d'agost de 940) fou un religiós alemany, bisbe de Metz. És venerat com a beat per l'Església catòlica. Nascut en una família noble de Suàbia, seguí la carrera eclesiàstica. Canonge a Estrasburg, es retirà a fer vida eremítica al mont Etzel (Suïssa) en 906, a l'antic eremitori de Sant Meinrad. La seva fama de santedat va atraure gent que volia demanar-li consell i viure com ell. A partir de la comunitat que s'hi creà, Bennó fundà en 924 el monestir d'Einsiedeln, que posà sota la Regla de Sant Benet. Fou elegit bisbe de Metz en 927. Volgué reformar el clergat i les condicions de vida dels necessitats i s'hi guanyà enemics: en 929 patí un atac i en quedà cec. Es retirà poc després a l'abadia d'Einsiedeln, on visqué fins a la seva mort en 940 i on fou sebollit.